# Scopus
Scopusは、エルゼビアが運営する学術雑誌記事の摘要や参照を含む書誌データベースである。2023年3月時点で、約7,000の出版社による27,950件のタイトル（内26,591件は査読付き学術雑誌）を扱う。オンライン購読制であり、検索対象には特許データベースも組み込まれている。取扱情報には著者の略歴・著作数・書誌データ・引用数・引用先などが含まれる。著者別IDはオープンソースの電子識別子ORCIDと統合できる。